# Kamil Bobryk

a Compétitions nationales et continentales officielles uniquement.

b Matchs officiels uniquement.
Dernière mise à jour le 26 février 2025.
Kamil Bobryk, né le 9 février 1984, est un joueur polonais de rugby à XV qui évolue principalement au poste de talonneur, et plus occasionnellement à celui de pilier.

## Carrière de joueur

### En club
Kamil Bobryk découvre le rugby à XV à l'âge de 10 ans dans sa ville natale de Siedlce, en intégrant les rangs du  Pogoń Siedlce. Il y effectue toutes ses classes de jeune joueur et fait ses débuts en équipe première, se forgeant une réputation de joueur puissant et technique en mêlée.
En 2004, il quitte son club formateur pour rejoindre AZS-AWF Varsovie, avant de revenir dès 2005 au Pogoń. Cette même année, il s’ouvre à l'expérience internationale en étant prêté au club français du Rugby Épernay Champagne, où il découvre le rugby hexagonal. De retour en Pologne, il franchit un cap en rejoignant les Budowlani Łódź, où il remporte son premier titre de champion de Pologne en 2007.
Après un bref retour au Pogoń en 2008, il repart en France et signe avec le CA Saint-Étienne, évoluant en Fédérale 2. Avec les Stéphanois, il décroche le titre de champion de Fédérale 2 en 2009, permettant au club d’accéder à la Fédérale 1. Comme lors de ses précédents passages en France, il est prêté en fin de saison aux Budowlani Łódź, avec qui il remporte un deuxième titre de champion de Pologne en 2009.
Malgré la promotion de Saint-Étienne en Fédérale 1, il choisit de rejoindre Épernay, également promu à ce niveau. Néanmoins, le club est relégué dès la première saison. Comme à Saint-Étienne, Bobryk bénéficie d'un prêt en Pologne et décroche un troisième titre national avec Budowlani Łódź en 2010.
En 2011, après une nouvelle relégation d’Épernay en Fédérale 3, il rejoint le CS Vienne, évoluant en Fédérale 2. Dès sa première saison, il contribue à la montée du club en Fédérale 1, remportant le titre de champion de Fédérale 2 en 2012. Cette même année, il est élu joueur de l'année par la  Fédération polonaise de rugby à XV, une distinction qui vient récompenser son influence grandissante sur et en dehors du terrain.
Avec Vienne, il joue durant deux saisons en Fédérale 1, avant de connaître une relégation en Fédérale 2. Fidèle au club, il reste et contribue à une remontée immédiate en Fédérale 1. Durant cette période, il continue d’être sollicité par les clubs polonais en fin de saison, alternant entre Budowlani Łódź et Pogoń Siedlce, et ajoutant plusieurs médailles nationales à son palmarès.
Dans les années suivantes, il devient l'un des joueurs récurrents du CS Vienne, où il s’impose comme un joueur majeur de l’effectif. Il est notamment titulaire à 19 reprises lors de la saison 2017-2018, confirmant son importance dans la structure de l’équipe.
Après plus d’une décennie passée à défendre les couleurs du CS Vienne, Kamil Bobryk dispute sa dernière saison en tant que joueur en 2022-2023, mettant fin à sa carrière de joueur marquée par plusieurs titres nationaux.

### En sélection
Kamil Bobryk débute sous le maillot de la sélection nationale polonaise en 2004, lors d’un match contre Malte à Marsa (victoire 38-13). Rapidement, il s’impose comme un cadre de l’équipe grâce à sa puissance et son expérience en mêlée, évoluant aux postes de talonneur et pilier. Son leadership naturel le mène à porter le brassard de capitaine de 2011 à 2017, dirigeant son équipe durant 20 rencontres.
Au fil des années, il devient un élément récurrent du rugby polonais. Fin 2020, il cumule 50 sélections et 20 points marqués, faisant de lui le 8e joueur le plus capé de l’histoire de la sélection polonaise[réf. nécessaire]. Sa carrière internationale s’achève en 2023, avec une victoire de la Pologne contre la Belgique lors du Championship 2023 à Gdynia. Ce dernier match marque la fin de son parcours.

## Carrière d'entraîneur
Kamil Bobryk a récemment pris un tournant important dans sa carrière d'entraîneur en devenant le sélectionneur de l'équipe nationale de Pologne. Fort de son expérience en tant qu’ancien capitaine des Biało-Czerwoni (2011-2017), il apporte son expertise et sa vision du jeu à la sélection polonaise, avec pour objectif de structurer l’équipe et d’élever son niveau sur la scène internationale. Son leadership naturel et sa connaissance approfondie du rugby polonais, acquise tout au long de sa carrière de joueur et de formateur, font de lui un atout majeur pour le développement du rugby en Pologne.
Avant de prendre les rênes de la sélection nationale, il a officié comme entraîneur principal du Rugby Club du Pays saint-jeannais, club de la commune de Saint-Jean-de-Bournay en France lors de la saison 2023-2024. Il y a contribué à la progression du club et au développement des joueurs, poursuivant ainsi son travail engagé auprès des équipes seniors. Cette expérience en club, combinée à son parcours de formateur au Club sportif de Vienne rugby (2014-2023), a renforcé son savoir-faire dans la gestion d’un groupe et l’adaptation aux exigences du haut niveau. Aujourd’hui[Quand ?], il met ces compétences au service du rugby polonais, avec l’ambition d’emmener la sélection vers de nouveaux sommets.

## Palmarès

### Compétitions nationales
Avec la Pologne
- Champion de Pologne (4) : 2007, 2009, 2010, 2012
- Vice-champion de Pologne (4) : 2008, 2011, 2015
- Médaille de bronze du championnat de Pologne à sept : 2001

Avec la France
- Champion de Fédérale 2 (2) : 2009, 2012
- Vice-champion de Nationale 2 : 2023

### Distinctions individuelles
- Joueur de l’année de la Fédération polonaise de rugby : 2011